# (73626) 3939 T-3
(73626) 3939 T-3 – planetoida z pasa głównego asteroid okrążająca Słońce w ciągu 3,7 lat w średniej odległości 2,39 j.a. Odkryta 16 października 1977 roku.